# Eleccions regionals de Friül-Venècia Júlia de 2008
Les eleccions per a renova el consell regional del Friül – Venècia Júlia se celebraren el 13 i 14 d'abril de 2003. El cens era d'1.092.901; i votats 790.492 (no vàlids 29.917), amb una afluència del 75,07%.
| Regió                 | Candidats              | Candidats            | President sortint |
| Regió                 | Intesa Democratica     | Centro destra        | President sortint |
| --------------------- | ---------------------- | -------------------- | ----------------- |
| Friül – Venècia Júlia | Riccardo Illy (46,18%) | Renzo Tondo (53,82%) | Riccardo Illy     |

| ← Eleccions regionals de Friül-Venècia Júlia, 2008 → |         |          |        |
| Partits                                              | vots    | vots (%) | escons |
| la Sinistra-l'Arcobaleno                             | 32.035  | 5,65%    | 3      |
| Partit Democràtic (PD)                               | 169.584 | 29,91%   | 15     |
| Ciutadans pel President – Una regió en comú (CpP)    | 28.867  | 5,09%    | 2      |
| Slovenska Skupnost (SSk)                             | 7.003   | 1,24%    | 1      |
| Itàlia dels Valors (IDV)                             | 25.432  | 4,49%    | 2      |
| Totale Intesa Democratica                            | 262.921 | 46,38%   | 23     |
| Poble de la Llibertat (PdL)                          | 187.052 | 32,99%   | 21     |
| Partit dels Pensionistes                             | 8.868   | 1,56%    | 1      |
| Lliga Nord (LN)                                      | 73.240  | 12,92%   | 8      |
| Unió dels Demòcrates Cristians i de Centre (UDC)     | 34.848  | 6,15%    | 4      |
| Total Centro destra                                  | 304.008 | 53,62%   | 34     |
| Total                                                | 566929  | 100%     | 57     |